# そらち南農業協同組合
そらち南農業協同組合（そらちみなみのうぎょうきょうどうくみあい、英称：JA Sorachiminami ）は北海道栗山町に本所を置く農業協同組合である。略称はJAそらち南。当農協の営業区域は 栗山町・由仁町の一円である。

## 概要
2009年（平成21年）に栗山町農協（JAくりやま）・由仁町農協（JA由仁町）の2つの農協（JA）の合併によって設立。
空知総合振興局の南端に当たる地域である。
稲作を中心に玉ねぎ、ねぎの栽培が盛んである。
- 正組合員数　1,443名
- 准組合員数　1,697名

## 事務所の一覧
カッコ内は所在地
- 本所　（夕張郡栗山町中央3丁目104）
- 継立出張所　（夕張郡栗山町継立247-1）
- 由仁支所　（夕張郡由仁町本町151）
- 三川出張所　（夕張郡由仁町三川泉町5）

## 子会社
- 株式会社メリーワーク